# Spartocytisus supranubius
Spartocytisus supranubius o Cytisus supranubius és una espècie que pertany al gènere retama i de la família de les fabàcies (Fabaceae).

## Descripció

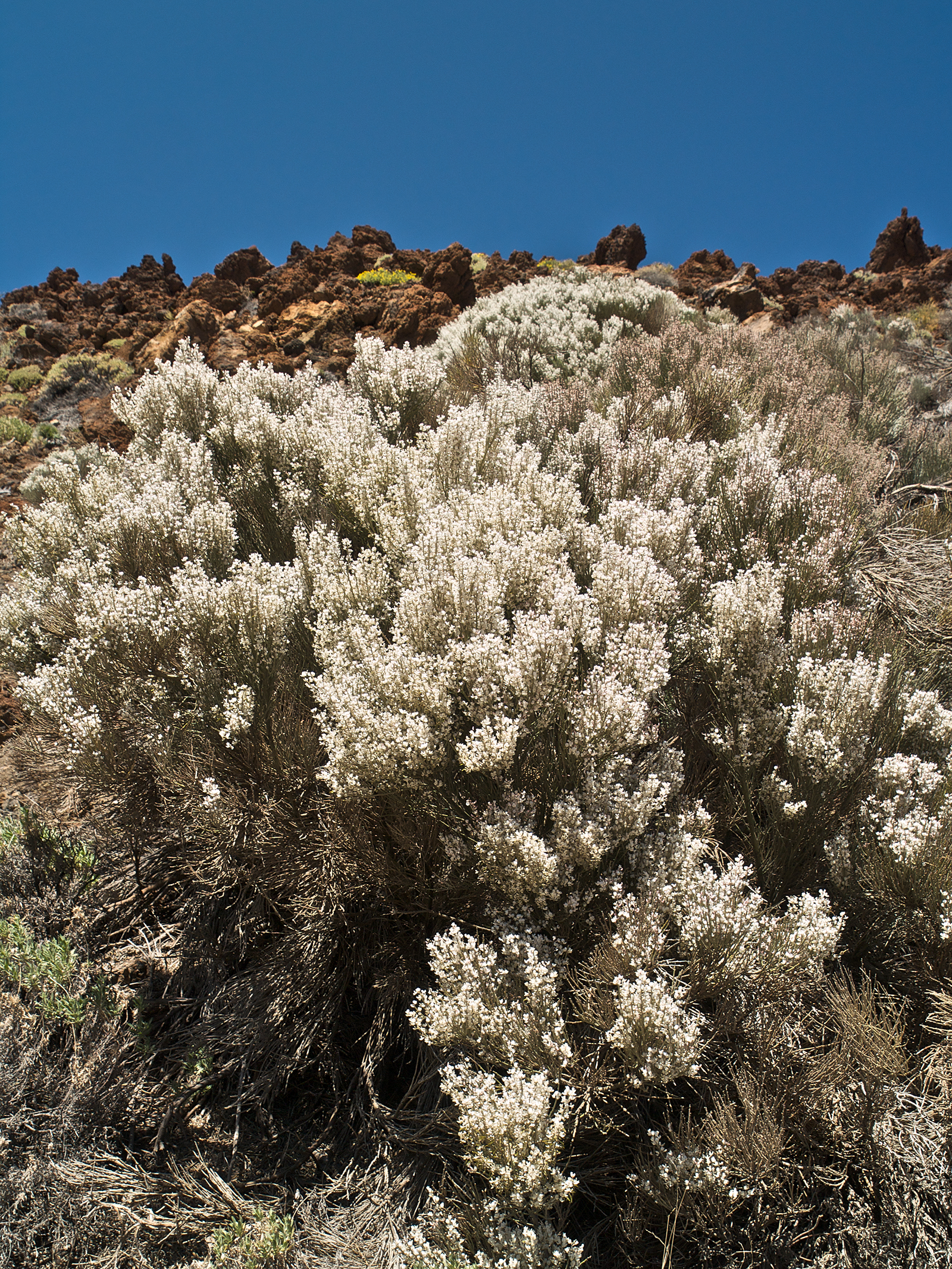
Hàbitat

És un arbust molt ramificat de color verd grisenc o verd que sol créixer en forma d'arbust esfèric i pot arribar a fer fins als 4 metres. A les branques ascendents hi ha fulles gairebé sèssils i de curta durada, que consisteixen en tres fulles lineals parcials. Aquestes fan menys de 5 mm de llarg i són densament peludes, donant-les un aspecte gris pàl·lid.
Les flors són blanques o rosades i formen un raïm dens i terminal i tenen una forta olor. Les flors són flors papilionàcies. Les tiges de les flors tenen la mateixa longitud o més curtes que el sèpal. El sèpal és dèbilment de dos llavis amb dents curtes i té un pèl premsat. Els fruits són beines negres i peludes que contenen de quatre a sis llavors.
El període de floració dura de maig a juny.
El nombre de cromosomes és 2n = 48+0-4B.

## Distribució i hàbitat
La ginesta del Teide és un endemisme canari i només creix a Tenerife i La Palma com a part de la vegetació arbustiva d'alta muntanya entre 1700 i 2400 metres. A Tenerife es troba a la zona de Las Cañadas del Teide. A La Palma és més rar.

## Taxonomia
Spartocytisus supranubius va ser descrita per (L. f.) Christ ex-G. Kunkel i publicada a Cuadernos de Botánica Canaria 2627: 80, a l'any 1976.
Etimologia
Spartocytisus: combinació d'Spartium i Cytisus, que són dos gèneres relacionats.
supranubius: procedeix del llatí supra, que significa "per sobre" i nubius, que significa "núvols", que fa referència a que viu en zones altes de Tenerife i La Palma, per sobre de l'alçada en què normalment es forma l'anomenat mar de núvols.
Sinonímia
- Cytisus fragrans Lam.
- Cytisus nubigenus (L'Hér.) Link
- Spartocytisus nubigenus Webb & Berthel.
- Spartocytisus supranubius L.f.[3]

## Galeria

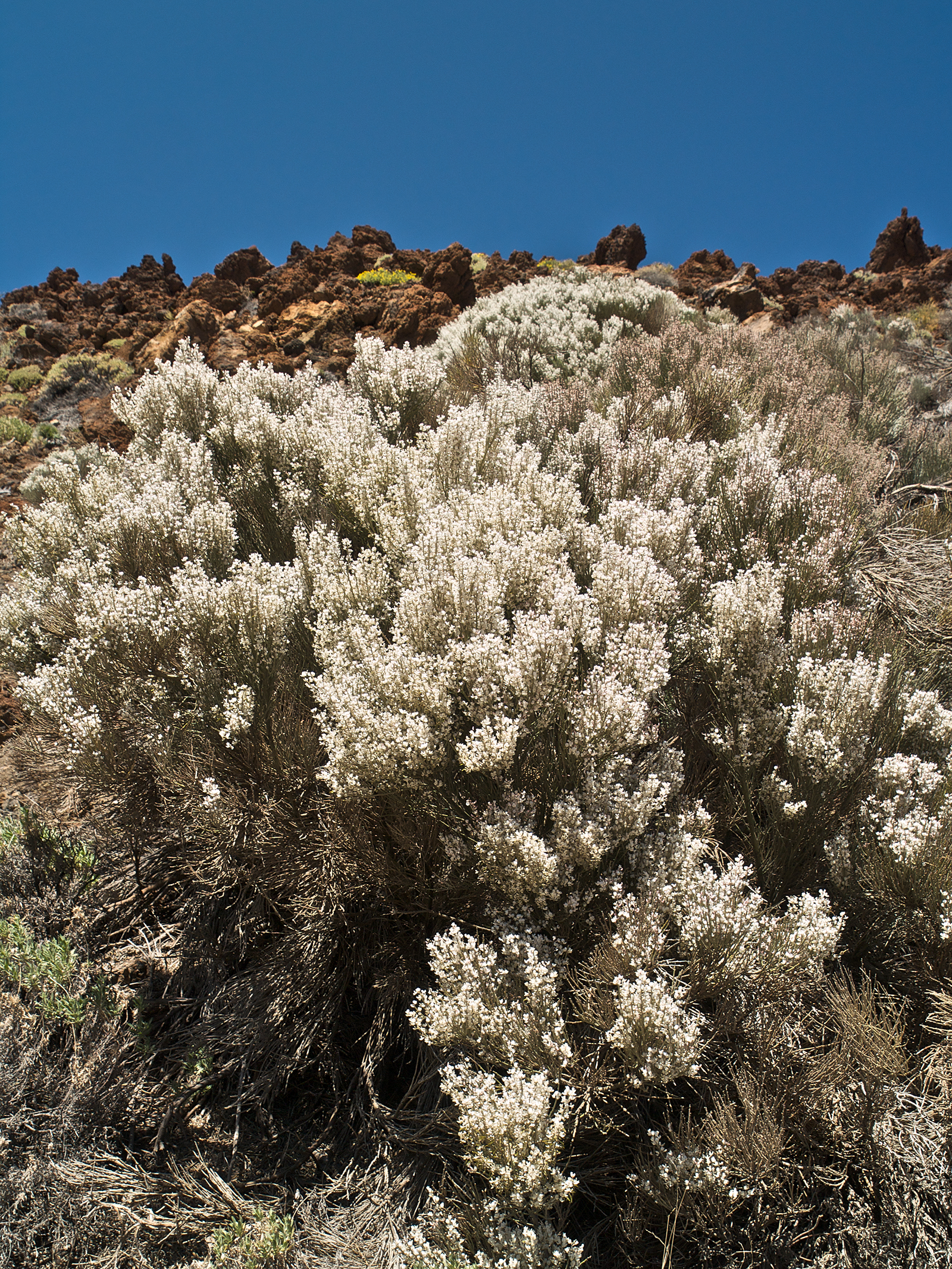
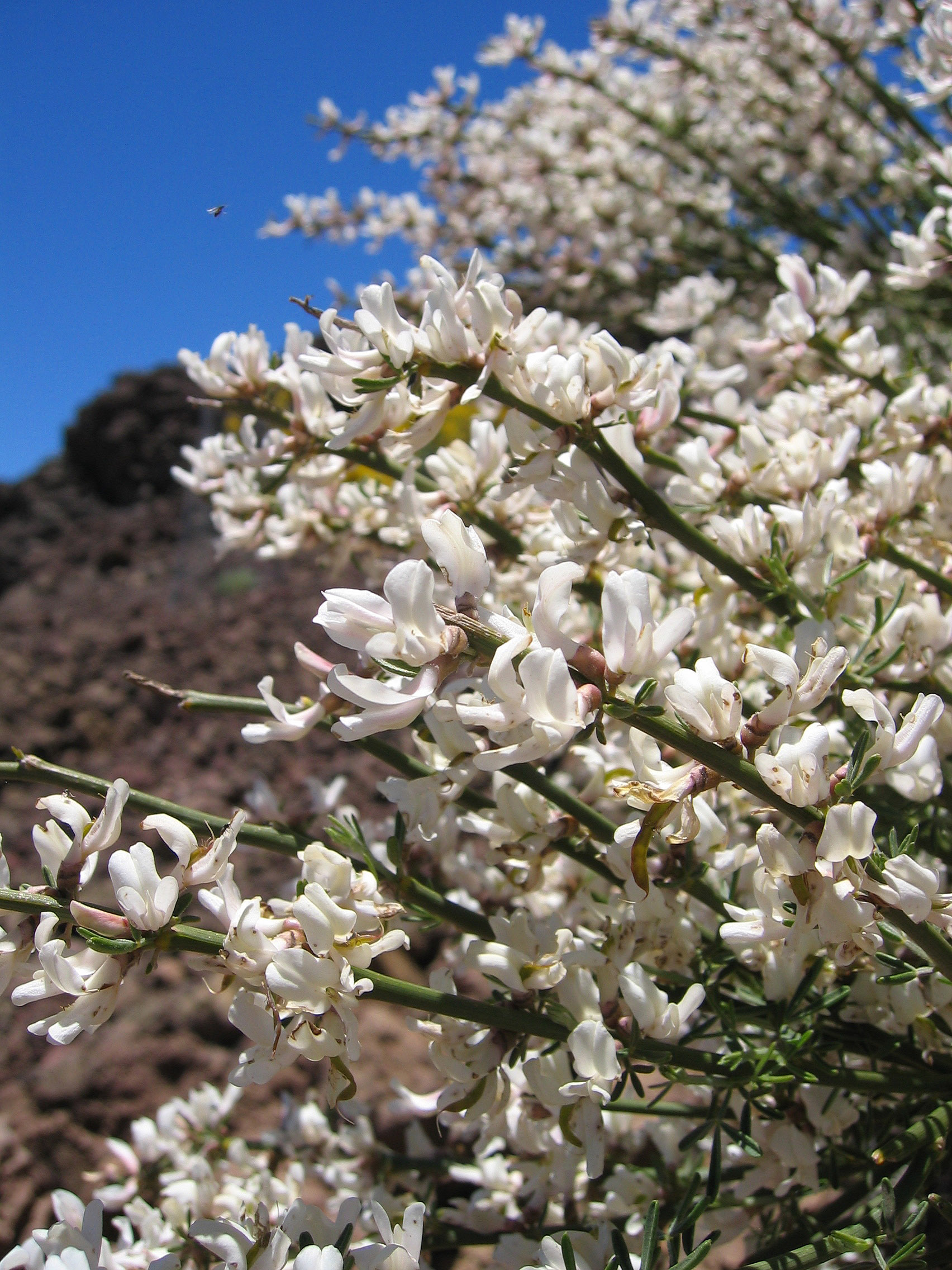
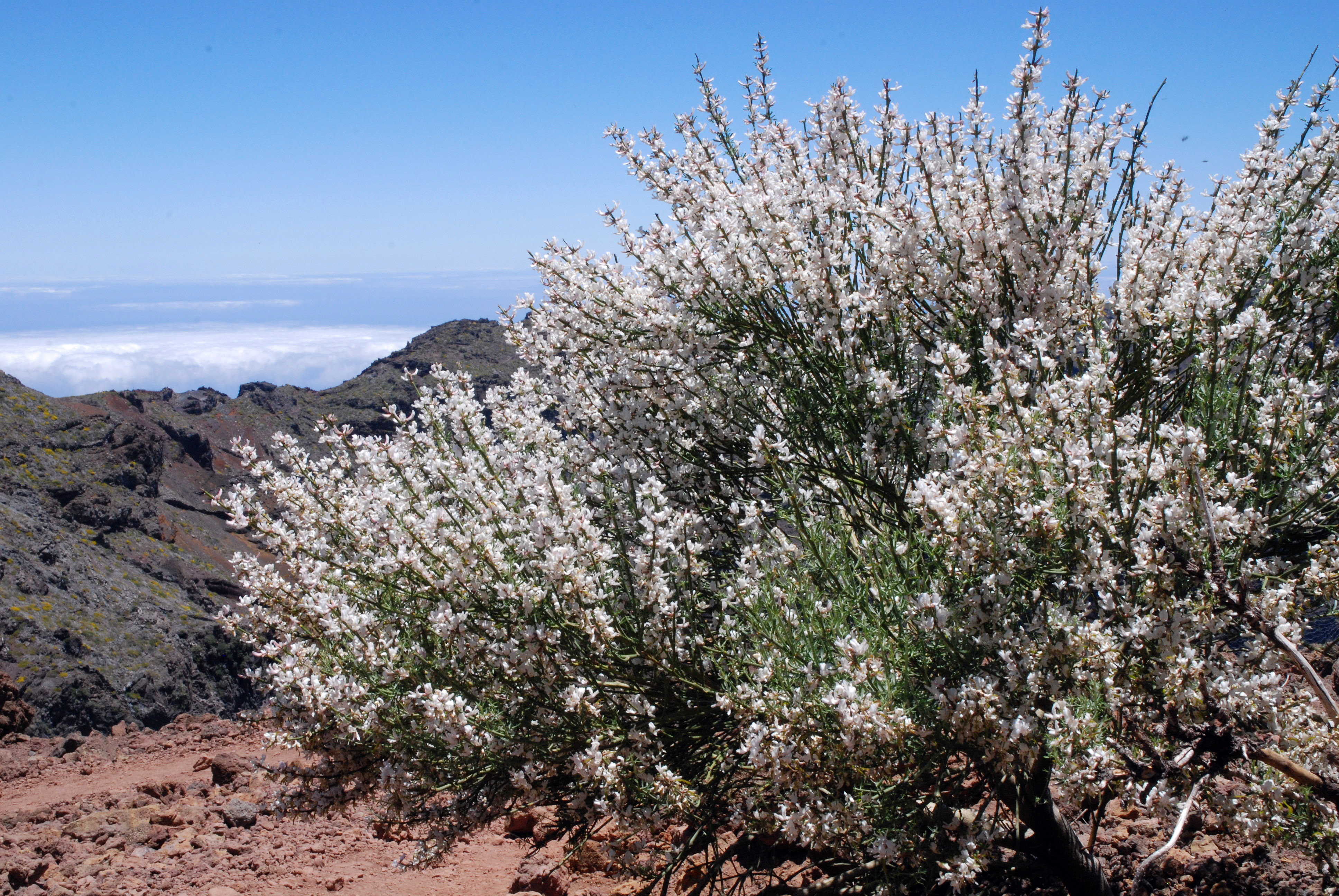